# Опатовський повіт
Опатовський повіт (пол. powiat opatowski) — один з 13 земських повітів Свентокшиського воєводства Польщі.
Утворений 1 січня 1999 року в результаті адміністративної реформи.

## Загальні дані
Повіт знаходиться у східній частині воєводства.
Адміністративний центр — місто Опатув.
Станом на 1.01.2008 населення становить 56 109 осіб, площа 910,87 км².

## Демографія
Демографічні дані повіту станом на 30.06.2006:
|       | Всього | Всього | Жінки  | Жінки | Чоловіки | Чоловіки |
| ----- | ------ | ------ | ------ | ----- | -------- | -------- |
|       | осіб   | %      | осіб   | %     | осіб     | %        |
| Повіт | 56 645 | 100    | 28 787 | 50,8  | 27 858   | 49,2     |
| Міста | 11 662 | 100    | 6 132  | 52,6  | 5 530    | 47,4     |
| Села  | 44 983 | 100    | 22 655 | 50,4  | 22 328   | 49,6     |